# Capilla de San José (Onda)
La capilla de San José de Onda (Provincia de Castellón, España) ya es mencionada en 1786. Sufrió renovaciones en 1807 y 1849, de una de las cuales procede, seguramente, la ornamentación actual. 
Se trata de una capilla de planta cuadrada con cúpula semiesférica dividida en ocho segmentos. La cubierta de la cúpula es de teja vidriada a cuatro aguas. 
En la fachada se advierten los elementos de sillería de las esquinas y un panel devocional cerámico del titular. 
En el interior, el templo es de orden corintio, con dos pilastras en cada esquina. El entablamiento presenta ornamentación de elementos vegetales de escayola. La cúpula se alza sobre pechinas adornadas con figuras de ángeles y entrelazados de cornisas y elementos vegetales, de estilo barroco. A destacar el zócalo de azulejo en color azul y blanco, así como el pavimento del altar. Existen frente al altar dos enterramientos de 1797 y 1802.
Una imagen de Cristo con la corona de espinas es de los elementos de más valor que se conservan.